# 鄭家麟
鄭家麟（？年—？年），字商年，直隸豐潤縣人，嘉慶十四年己巳恩科進士，任福建福寧府知府。